# Villanueva del Pardillo
Villanueva del Pardillo là một đô thị trong Cộng đồng Madrid, Tây Ban Nha. Đô thị này có diện tích 25,3 km², dân số theo điều tra năm 2010 của Viện thống kê quốc gia Tây Ban Nha là 15.609 người. Đô thị này nằm ở khu vực có độ cao 650 mét trên mực nước biển. Khu vực này cách trung tâm Madrid 28 km. Villanueva del Pardillo là một phần của Vùng đô thị Madrid.